# Roald Amundsen
Roald Engelbregt Gravning Amundsen, norveški polarni raziskovalec, * 16. julij 1872, Borge pri Oslu, Norveška, † ok. 18. junija 1928.
Rojen je bil v družini norveških ladjarjev in kapitanov. Prečenje Grenlandije, ki ga je leta 1888 opravil Fridtjof Nansen, ga je navdihnilo k misli, da bo svoje življenje posvetil raziskovanju. Preplul je ves Severozahodni prehod severno od Amerike na poti od Atlantskega oceana do Beringovega preliva (ta pot je trajala od junija 1903 do avgusta 1906). Prvi je dosegel Južni tečaj 14. decembra 1911. Preplul je tudi Severovzhodni prehod severno od Evrope in Azije na poti iz Norveške do Beringovega morja (1918-1921) ter 21. maja 1923 preletel Severni tečaj.

## Prve odprave
Pridružil se je Belgijski antarktični odpravi (1897–1899) kot drugi častnik. Odpravo je vodil Adrien de Gerlache, njihova ladja Belgica pa je postala prva, ki je prezimila na Antarktiki. Zdravnik odprave je bil Američan Frederick Cook, ki je posadko najverjetneje rešil pred skorbutom. To je bilo koristno opozorilo za poznejše Amundsenove odprave.
Leta 1903 je Amundsen prevzel vodstvo prve odprave, ki je preplula Severozahodni prehod med Atlantskim in Tihim oceanom. Posadko, ki je plula na ladji Gjøa, je poleg Amundsena sestavljalo še šest mož. Potovali so prek Baffinovega zaliva, Lancastersko in Peelovo morsko ožino ter skozi preliva Jamesa Rossa in Rae. Na kraju z današnjim imenom Gjoa Haven v kanadski provinci Nunavut so preživeli dve zimi in raziskovali ozemlja in ledena prostranstva Arktike.
Medtem je Amundsen raziskoval ljudstvo Netsilik, ki je živelo v bližini. Od njih se je učil veščin preživetja na Arktiki, kmalu prevzel njihovo obleko ter se naučil potovanja s pasjo vprego. Z nadaljnjo plovbo proti jugu Viktorijinega otoka (Victoria Island) je ladja 17. avgusta 1905 zapustila Arktično otočje, vendar so morali še enkrat prezimiti. 800 km oddaljeni Eagle City je imel telegrafsko postajo, zato je Amundsen po kopnem odpotoval tja in nazaj, da bi oddal sporočilo o uspehu. Leta 1906 so pripluli v Nome na Aljaski. Prehoda večje ladje niso mogle nikoli uporabljati, saj je ponekod na poti globina morja le en meter.

## Odprava na južni tečaj
Zatem se je Amundsen odločil, da bo osvojil Severni tečaj, vendar si je leta 1909, ko sta ga prehitela Američana Frederick Cook in Robert Peary, premislil. Na  ladji Fram (Naprej) je leta 1910 odplul proti Antarktiki. 14. januarja 1911 so prispeli v Zaliv kitov na Rossovi ledeni polici, kjer je postavil svoje taborišče in ga poimenoval Framheim (Framov dom), skoraj 100 kilometrov bliže tečaju kot taborišče odprave njegovega tekmeca Roberta Scotta. Ta se je odločil, da pojde po poti Ernesta Shackletona prek Ledenika Beardmore na Antarktično visoko planoto, Amundsen pa je moral poiskati novo, lastno pot prek Transantarktičnega gorovja. 
Med februarjem in marcem so člani odprave postavljali skladišča s hrano na 80°, 81° in 82° južne zemljepisne širine. Tako so dobili izkušnje s pogoji na Antarktiki in preskušali opremo. Med prezimovanjem so izboljševali svojo opremo, predvsem sani. 
Pot proti tečaju je Amundsen pričel 20. oktobra 1911. Spremljali so ga Olav Bjaaland, Helmer Hanssen, Sverre Hassel in Oscar Wisting. Odprava je dosegla cilj 14. decembra, 35 dni pred Scottom. Svoj tabor na južnem tečaju je Amundsen poimenoval Polheim (Dom tečaja). Scott je kasneje razočaran našel Amundsenov šotor in pismo. 
Amundsenov uspeh lahko pripišemo njegovim izkušnjam, dobri pripravi in uporabi najboljših vprežnih psov. Kot čisto nasprotje nesrečni Scottovi odpravi se je Amundsenova izkazala za tekočo, brez posebnih dogodkov.
Čeprav so s seboj imeli okoren brezžični telegraf, ki je bil edina možnost sporazumevanja s svetom neposredno s tečaja, Amundsenov uspeh ni bil javno objavljen vse do 7. marca 1912. Popisal ga je v knjigi Južni tečaj: Poročilo o norveški antarktični odpravi s Framom, 1910-1912.
Podrobno preučevanje podatkov, zapisanih v dnevnikih odprave, je pokazalo, da je v resnici prišla v bližino 200 metrov do točne točke tečaja. Analiza podatkov Scottove odprave pa pravi, da se oni tečaju niso približali bolj kot na 450 m.

## Poznejše življenje
Leta 1918 je Amundsen pričel z odpravo na novi ladji Maud, ki naj bi raziskala Severovzhodni prehod. Ta odprava ni dosegla svojih ciljev in je bila označena za neuspešno. Leta 1925 je z Američanom Lincolnom Ellsworthom in še štirimi člani posadke v dveh letalih letel do 87° 44' severne zemljepisne širine. To je bila najsevernejša točka, dosežena z letalom dotlej.
Leta 1926 so Amundsen, Ellsworth in italijanski letalski inženir Umberto Nobile prvi preleteli Arktiko v zrakoplovu Norge (Norveška), ki ga je načrtoval Nobile. Otok Spitsberg v otočju Svalbard so zapustili 11. maja 1926 in na Aljaski pristali dva dni zatem. Ker so bile vse tri predhodne trditve o prihodu na Severni tečaj (Frederick Cook leta 1908, Robert Peary 1909 in Richard Evelyn Byrd 1926, le nekaj dni pred Amundsenom) sporne, so člani posadke Norge prvi raziskovalci, ki so potrjeno dosegli Severni tečaj.
Amundsen je leta 1928 odletel na reševanje italijanske arktične odprave pod vodstvom Nobileja, katerega naslednji zrakoplov Italia je doživel nesrečo. 18. junija je Amundsen izginil. Nekaj tednov zatem so na obali v bližini mesta Tromsø našli dele letala, v katerem je letel, v obliki rešilnega splava. Najverjetneje je letalo strmoglavilo, Amundsen pa je umrl v nesreči ali kmalu zatem.

## Priznanja
Kraljeva danska geografska družba mu je leta 1925 podelila medaljo Hansa Egedeja.

### Poimenovanja
Po njem je poimenovanih več krajev, predvsem na Antarktiki:
- Amundsenov zaliv
- Amundsenovo morje
- Južna polarna postaja Amundsen-Scott
- Mount Amundsen
- Amundsenov ledenik
- Amundsenov krater na Luni, velik udarni krater blizu Luninega južnega tečaja

Kraljeva norveška vojna mornarica ima pet fregat razreda Aegis, poimenovanih po raziskovalcih, od teh ena po Amundsenu.